# Dragon (court métrage)
Pour les articles homonymes, voir Dragon.
Pour plus de détails, voir Fiche technique et Distribution.
Dragon est un court métrage d'animation américain, réalisé par Troy Morgan, sorti en 2006.

## Fiche technique
- Titre : Dragon
- Réalisateur : Troy Morgan
- Scénariste : Troy Morgan
- Producteur : Troy Morgan
- Musique : Troy Morgan
- Format : Couleurs
- Date de sortie : États-Unis : 6 janvier 2006 au Festival international du film de Slamdance

## Distinctions
Le film a été présenté au New York City Short Film Festival et a reçu le grand prix du jury au Slamdance Film Festival.